# Maman (Lied)
Maman (französisch für „Mama“) ist ein Lied der französischen Solokünstlerin Louane. Mit dem Titel trat sie für Frankreich beim Eurovision Song Contest 2025 in Basel an.

## Inhaltliches
Das Lied ist ein Tribut an Louanes Mutter, welche 2014 an Krebs starb. Louane war damals 17 Jahre alt. 
Louane verarbeitet den früheren Schicksalsschlag und reflektiert ihre Sicht auf das Konzept Mutter. Anschließend beschreibt sie, wie sich das Leben verändert habe, da sie nun selbst Mutter sei. Das Lied endet mit dem Wort „Maman“, welches Louanes Tochter singt.

## Veröffentlichung
Louane wurde am 30. Januar 2025 als die französische Repräsentantin für den Eurovision Song Contest 2025 vorgestellt. Ihr Lied Maman wurde am 15. März 2025 veröffentlicht und zum ersten Mal in der Halbzeitpause beim Rugbyspiel zwischen Frankreich und Schottland im Stade de France vorgetragen.

## Beim Eurovision Song Contest
Mit dem Titel nahm Frankreich am Eurovision Song Contest 2025 teil. Als Mitglied der sogenannten „Big Five“ war das Land direkt für das Finale qualifiziert, das am 17. Mai 2025 stattfand. Louane belegte mit insgesamt 230 Punkten den siebten Platz, wobei das Land von den abstimmenden Jurys den dritten Platz erhielt.

## Kommerzieller Erfolg

### Chartplatzierungen
| ChartsChartplatzierungen | Höchstplatzierung | Wochen |
| ------------------------ | ----------------- | ------ |
| Frankreich (SNEP)        | 23 (14 Wo.)       | 14     |
| Österreich (Ö3)          | 61 (1 Wo.)        | 1      |
| Schweiz (IFPI)           | 13 (2 Wo.)        | 2      |

### Auszeichnungen für Musikverkäufe
| Land/Region       | Auszeichnungen für Musikverkäufe (Land/Region, Auszeichnung, Verkäufe) | Verkäufe |
| ----------------- | ---------------------------------------------------------------------- | -------- |
| Frankreich (SNEP) | Gold                                                                   | 100.000  |
| Insgesamt         | 1× Gold ·                                                              | 100.000  |